# 英和学舎

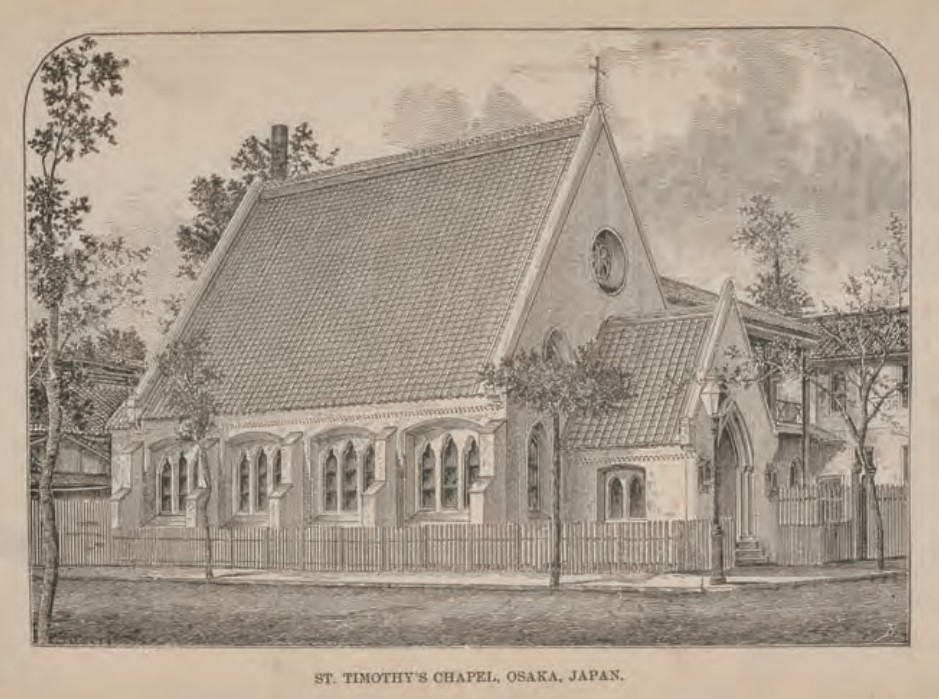
大阪・川口居留地21番の聖テモテ教会（手前）と英和学舎（奥）

英和学舎（えいわがくしゃ）は、明治時代に米国聖公会によって大阪で設立された教育機関で、立教大学の前身校の1つである。運営された期間は長くなかったものの、英語や数学や漢学のほか、天文学、生理学、論理学、歴史学、本草学など当時としては高度な学問が教授され、多くの名士を輩出した。歴史学や植物学、生理学などの学科はすべて英語で講義された。校名として大阪英和学舎、川口英和学舎などの記述もある。英称はSt. Timothy's School。

## 概要

### 創成期
米国聖公会の宣教師であるチャニング・ウィリアムズは、幕末の1859年（安政6年）6月に来日した長崎で、同僚のジョン・リギンズとともにプロテスタント初の宣教師として立教大学の源流となる私塾を開設するなど活動したのち、1866年（慶應2年）3月に一旦米国へ帰国し、同年10月3日に第2代中国・日本伝道主教に任命された。1868年にウィリアムズは再び中国（当時・清）に渡り活動するが、同年11月に大阪に活動拠点を置くことを考え、視察のために大阪を訪れた。
1869年（明治2年）7月、ウィリアムズは活動拠点を大阪に移し、川口の外国人居留地近くの与力町の自室に小礼拝堂（ミッション・チャペル）と私塾（翌年、英学講義所となる。後の英和学舎）を開き、英語礼拝と英語教授を開始した。
同年11月には、ウィリアムズは主教座を武昌から大阪に移し、1870年（明治3年）1月には、大阪・川口の与力町に礼拝堂（ストリート・チャペル）を開設し、同年に英学講義所（後の英和学舎）を開設した。
同年12月にはウィリアムズの熱心な呼びかけに応えて、アーサー・ラザフォード・モリスが日本へ派遣する宣教師に任命され、翌1871年（明治4年）5月にモリスは大阪に到着した。同年12月には、モリスが大阪・古川町（2丁目）に私塾と診療所のための家屋を入手し、ウィリアムズが与力町にあった英学講義所を古川町へ移転する。
1872年（明治5年）2月21日に、ウィリアムズとモリスは大阪・古川町に私塾（男子校）を開設。午後2時間のみの男子学校で、英語に加えて数学や理化学なども教えたが、ウィリアムズは数学、理化学を教え、モリスが英語の教師として教壇に立った。また、ウィリアムズが担当する聖書は選択であったが、初級クラスは全員が履修し、上級生も多数が履修した。
しかし、未だ日本はキリスト教禁教下であり、私塾は開設後4ヵ月で大阪当局により閉鎖させられてしまうが、同年1872年（明治5年）9月にはバイブルクラスを開いた。同年12月3日は、ジェームズ H. クインビー(James Hamilton Quinby)がウィリアムズの要請によりC.D.B. ミラーと共に夫人を伴って大阪に着任した。

### キリシタン禁制の高札が撤去

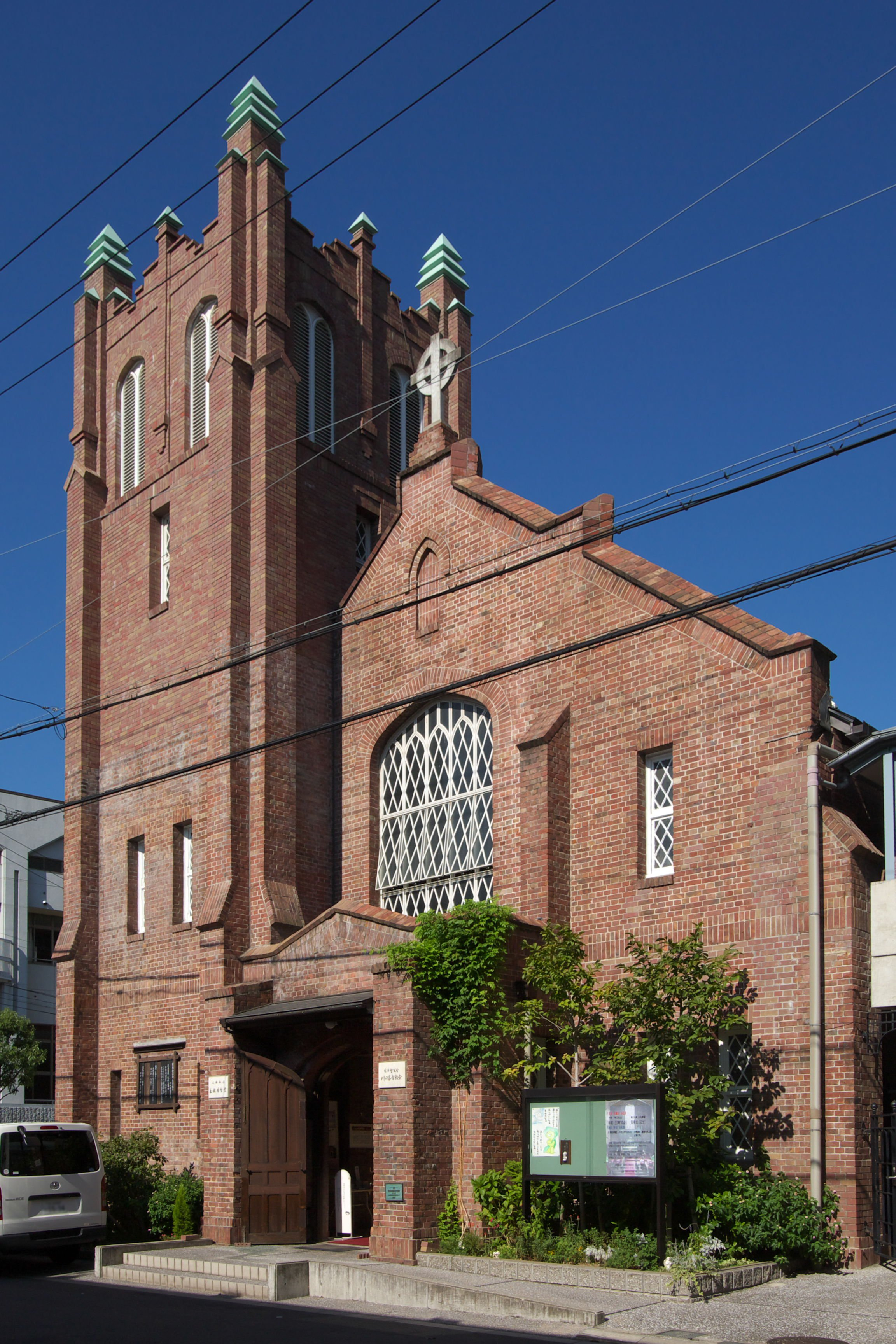
英和学舎と聖テモテ教会があった地に建つ川口基督教会（ウィリアム・ウィルソン設計）。

1873年（明治6年）2月24日には、岩倉使節団の海外訪問と不平等条約改正の予備交渉に伴い、キリスト教徒への非人道的な行為が非難され、信仰の自由を認めることを求められたことにより、政府は太政官布告第68号によりキリシタン禁制の高札を撤去する。
これを受けて、同年3月4日には閉鎖していた大阪・古川町の私塾を改称し、聖テモテ学校（聖提摩太学校、St. Timothy's School）が開校し、モリスが初代校長に就いた。
1873年（明治6年）11月に、ウィリアムズは東京へ活動拠点を移すと、1874年（明治7年）2月3日に東京・築地の外国人居留地にクレメント T. ブランシェとともに私塾を開設し、年末までには立教学校と命名された。
同年1874年（明治7年）、クインビーがモリスの後任として大阪の聖テモテ学校の校長となった。
1875年（明治8年）1月、聖テモテ学校を手伝っていたエレン・ガードルード・エディ（1874年11月、大阪に着任）が大阪・川口にエディの学校を開校するが、聖テモテ学校の女子生徒（先に来日して指導していたクインビー夫人の生徒3名）を引き取って開校したものであった。同年9月にはエディの学校が照暗女学校（のちの平安女学院）と改称した。
その後、聖テモテ学校は、官立学校の発展などもあり生徒数が減少し、1876年（明治9年）6月に閉校となった。

### 学校の再興
1878年（明治11年）11月に米国聖公会の宣教師であるテオドシウス・ティングが東京に来日し、翌月12月に大阪に入り、モリスに迎えられた。
ティングは、大阪で廃校になっていた聖テモテ学校の再開に力を注ぐ。1879年（明治12年）7月に、ウィリアムズは大阪を訪問し、学校運営の提言を行い、在阪宣教師の同意を得たことから、米国聖公会外国委員会が経費計上することを前提に資金を供与した。こうして、学校の復興が決まり、1879年（明治12年）9月24日に、大分県士族の内田安定の名前で開校の宣言を行い、生徒募集を進めた。当局から開校の許可が得られると、1879年（明治12年）10月16日に、新たに大阪北区上福島村668番地に英和学舎として開校した。

この時、入学希望者が多く、英語初心者に限っては翌月初旬までに来学するよう伝えられた。聖バルナバ病院創設者のヘンリー・ラニングも学校の創設に携わり、同校で教える。教師は外国人宣教師のモリス、ラニング、ティングの3人に加え、日本人教師として中西清および中島虎次郎（後の奈良基督教会伝道師、奈良英和学校支援者）ら英語、漢学、数学の教師陣を擁した。学校は4年制とし、生徒数の増加に伴い経費が増すことから、無料であった授業料を月30銭徴収するようになった。翌月11月に、英和学舎は江戸掘北通1丁目4番地旧三田藩邸に移転した。
1880年（明治13年）1月に、英和学舎は風雲館と合併する。風雲館は、中島彬夫が1877年（明治10年）に創設した英学私塾である。また、英和学舎に新たに夜学課が設置された。
1880年（明治13年）4月には、英和学舎は、正教師にモリス、ラニング、ティング、ジョン・マキム、補教師に谷井正道、中島虎次郎、漢学に中島氏彬、小笠原字一良、数学に立花義誠という教師陣で運営された。

### 校舎の移転と新築

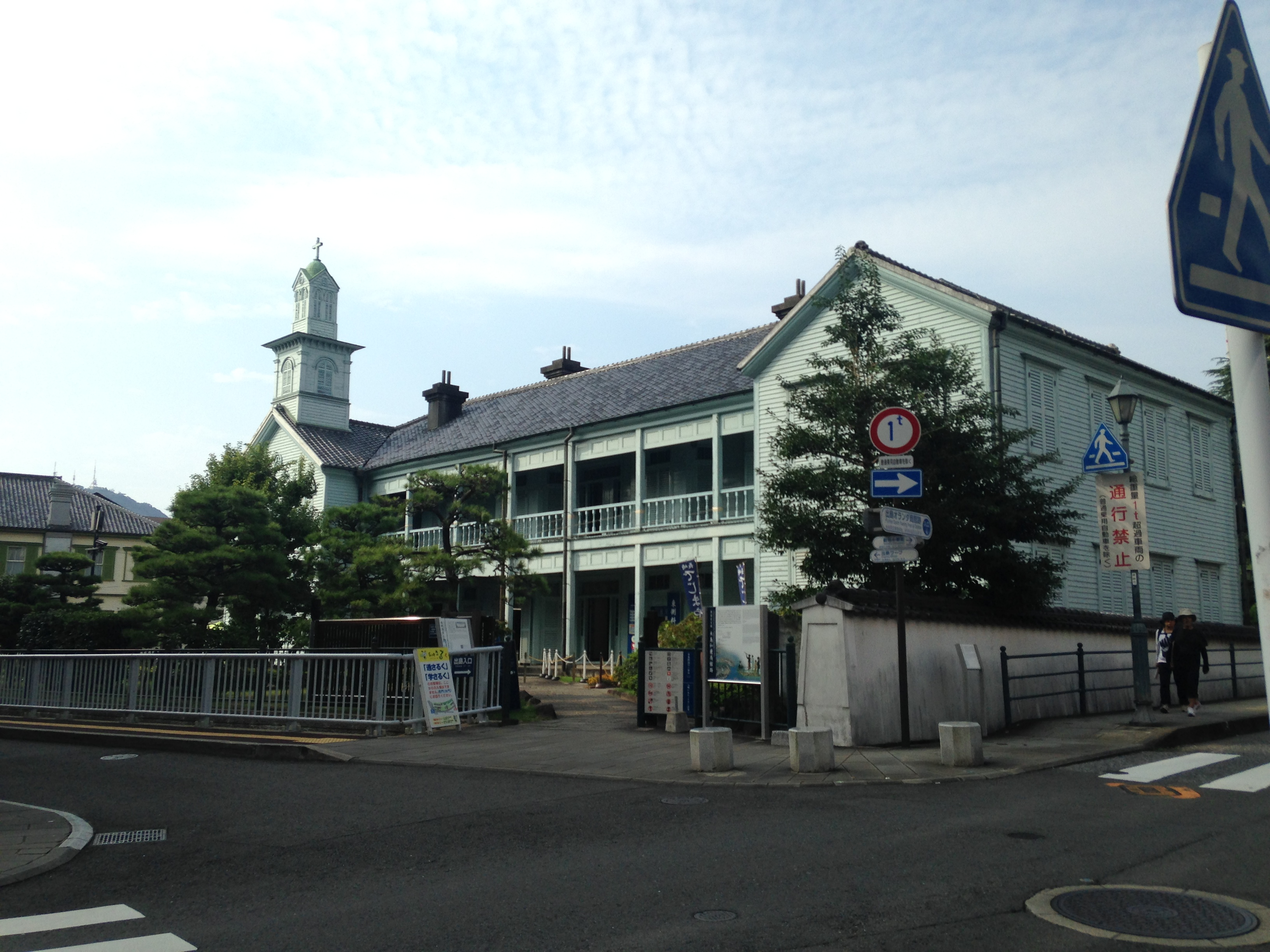
長崎出島和蘭商館跡に現存する同じ聖公会の旧出島神学校（旧出島英和学校、旧長崎神学校）／大阪にあった英和学舎の校舎と同じく青色で塗られている。

1881年（明治14年）8月には、英和学舎の新校舎が川口居留地21番に新築され、10月に新校舎に移転し開校となった。英語名はSt. Timothy's School。翌1882年（明治15年）には、校舎の横に英和学舎の付属礼拝堂として聖テモテ教会（聖提摩太教会）も建てられた。
英和学舎では英語、数学、漢学、習字のほか、天文学、生理学、論理学、歴史学、本草学（医薬に関する学問）など高度な学問を教授し、官立大阪高等中学校（後の旧制第三高等学校、現・京都大学）、京都の同志社と並び、関西の三大校と呼ばれた。また、当時の日本のおける私立学校勃興の時代の中で、英和学舎は東京の慶應義塾、京都の同志社のごとく興隆を極めた。
ティング校長、モリス、ラニングら有力な宣教師が授業を受け持つ以外に、英語は当時英文学者として名声を得ていた清水泰次郎（後の同志社英学校教授、第五高等学校教授）、洋行帰りとして大変珍しがられた山中幸徳（第三高等学校／現・京都大学や同志社英学校教授を歴任）、後に立教中学校初代校長となる左乙女豊秋らを擁し、英語では断然他校を圧倒した。また、当時は英語が熱く盛んになる初期の時代にあり、外国人と対等に会話ができる人は驚嘆され、英和学舎はこの時期に生まれて京阪以西の青年から人気を集めた。
その他の外国人教師にはティング夫人やマーガレット・ミード（Margaret L. Mead）、日本教師には、戸谷澹斎（戸谷萩堂）、中島虎次郎、河島敬蔵、福田直之進、平山英夫らがおり、幹事には初めに内田安定が務め、後に田中克巳が就いた。
歴史学や植物学、生理学などの学科は全て英語で教授された。学生の気風は概して活発であり、その頃は学術や政談演説が盛んな時代で、校内における演説会や討論会はいつも活気を帯びていた。
1883年（明治16年）、英和学舎で徽章、制帽、制服が規定された。徽章は、桜を形どった模様に英の字が入った金色のもの、制帽は昔の海軍帽に似て、立教大学新聞記載の1930年（昭和5年）当時では慶應生の帽子に似たもの、制服は、黒色で金ボタンがついたものであった。それらを身に纏い、得意の英語を誇る学生たちは直輸入の洋書を手にして、大阪・川口居留地にそびえ立つ青色に塗られた木造洋館の2階校舎を中心に、当時の自由民権論を盛んに論じて、肩で風を切る素振りは賑やかな様相であった。また、英和学舎の授業料が、これまで月30銭であったものが、この年に月50銭に値上げされたが、その他の費用は一銭も不用で50銭玉1個で、当時として米国人が経営する一流の学校に通うことができた。同年、塾生の投票により、元田作之進が英和学舎塾長となった。

### 学生運動による一時閉校
1886年（明治19年）3月には、英和学舎で学生運動による騒動が起こり、一時閉校となる事態となった。ことの経緯は、学生の間で、日曜以外に土曜日も休みである事が論議された結果、学校に対して2つの要求が出され、1つは『官立学校と比べて勉強が1週に1日ずつ遅れ、これが到底我慢できないこと』、2つは『治外法権等をたてに取って、何となく外国人が生徒を軽視していることが甚だ、けしからんこと』という内容であった。この2つの理由が徐々に熱を帯びて、同年の始めに小林彦五郎（後の立教女学校校長）、元田作之進（後の立教大学初代学長）が急先鋒となり、総退学の決意でテオドシウス・ティング校長に要求を突きつけ、改善を求めた。しかし、要求は得るところがなく、明治政府成立以来の学校騒動が持ち上がり、学生50有余名のうち38名が、自由党志士が経営する共同学館へ転校し、英和学舎は一時閉校せざるを得ない状況となった。こうしたこともあって、後述のとおり英和学舎は、翌1887年（明治20年）に東京・築地の立教大学校（現・立教大学）と合併する事となり、立教大学として第3期の東京時代が改めてスタートを切っていくこととなった。
また、英和学舎の閉校については上記以外の事由もあり、1887年（明治20年）2月に、日本聖公会が成立し、日本における英米ミッションの教会と学校は整理されることとなったことも理由に挙げられる。加えて、英和学舎の次期校長に就任予定であった立教大学校教授のジョン・H・モリニュー（John H. Molineux）が夫人が病のために医師から帰国を命じられたことに加え、次に英和学舎を管理できる者がいなかったことから、学校を廃止することが判断されたという理由もあった。

### 立教大学校との合併により閉校
1887年（明治20年）2月にウィリアムズと英国聖公会のエドワード・ビカステスの尽力により、日本における英国国教会（イングランド国教会）と米国聖公会が合同し、日本聖公会が設立され、同月27日に英和学舎は閉校となった。翌月3月には、 閉校した英和学舎が東京の立教大学校と合併した
。

## 主な出身者
聖職者に左乙女豊秋（立教専修学校校長／現・立教大学、立教中学校初代校長）、清田海一郎（浅草聖ヨハネ教会初代牧師）、多川幾造（平安女学院院長／校長）、元田作之進（立教大学初代学長）、近重利澄、小林彦五郎（立教女学校校長／現・立教女学院）、名出保太郎（日本聖公会大阪教区主教）、山辺久吉、尾形虎三、袋井久乃丞、実業家に大塚惟明（南海電鉄社長）、寺岡踏正（旧・平井忠介）、的場松太郎、山根虎二郎、五十嵐光彰（東京通信社社長）、土屋元作（大阪時事新報主筆）、教育者に河島敬蔵（日本初のシェイクスピア劇翻訳者）、松村松年（日本の近代昆虫学の祖）、土生靑（土生青）、栃谷六三郎、新聞記者に水田栄雄（水田南陽／日本へシャーロック・ホームズを紹介した先駆者）、永松達吾（玉川電鉄代表取締役／現・東急）、粟屋関一、医師に深澤鑒十郎（深澤鑑十郎）、官吏に久芳直介（台湾総督府税務官）、そのほか林虎之助など、多くの名士を輩出した。